# Great Plains

Omvang van de Great Plains bij benadering, de rode lijn is de meridiaan van 100° westerlengte die als indicatieve oostgrens ook wordt aangegeven.

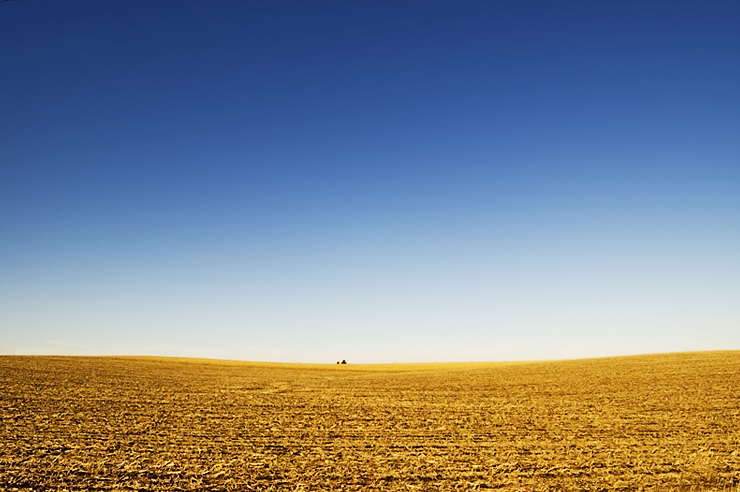
Uitzicht in de Great Plains, bij Lincoln (Nebraska).

De Great Plains (Engels voor 'grote vlakten') vormen een groot vlak gebied, waarvan grote delen prairie, steppe en grasland zijn, dat zich uitstrekt van de Amerikaanse staat Texas in het zuiden tot over de Canadese grens in het noorden, tussen de rivier de Mississippi in het oosten en de Rocky Mountains in het westen. In Canada omvatten de Great Plains, daar ook Prairies genoemd, delen van de provincies Alberta, Manitoba en Saskatchewan. In de Verenigde Staten gaat het om delen van de staten Colorado, Kansas, Montana, Nebraska, New Mexico, North Dakota, Oklahoma, South Dakota, Texas en Wyoming.
De Great Plains waren aanvankelijk het leefgebied van onder andere bizons en indianen. In het oosten van het gebied woonden stammen als de Osage, Arikara en Mandan in vaste nederzettingen die leefden van de landbouw. In het westen jaagden stammen als de Blackfeet, Crows, Sioux, Cheyenne, Arapaho en Comanche op bizons. Nadat de bizon zo goed als uitgestorven was en de indianen verbannen naar reservaten, werden de vlaktes hoofdzakelijk gebruikt om kuddes vee te weiden. De Great Plains staan sinds lange tijd bekend om de extensieve landbouw in boerderijen met enorme stukken land er rondom, ranches genaamd.
Gezien de omvang van het gebied, bestaat er een behoorlijk verschil van klimaat en landschap tussen de noordelijke en de zuidelijke Plains.